# Загайкевич Стефан Михайлович
Сте́фан Миха́йлович Загайке́вич (7 березня 1949, Назавизів, Станіславська область, СРСР) — український скульптор, член Національної спілки художників України. Основні напрями — монументальна та станкова скульптура.

## Біографія
Стефан Михайлович Загайкевич народився 7 березня 1949 року в покутському селі Назавизів, що на той час входило до складу Надвірнянського району Станіславської області Української РСР СРСР (нині — Надвірнянський район Івано-Франківської області). 1980 року закінчив Київський художній інститут (нині — Національна академія образотворчого мистецтва і архітектури), де вчився під керівництвом Василя Бородая, Івана Макогона та Валерія Швецова.
По отриманню диплома Стефан Михайлович впродовж 1980—1991 років працював у київському творчо-виробничому об'єднанні «Художник». У 1995 році вступив у Національну спілку художників України, де до 2000 року завідував міжнародним відділом.

## Творчість
З 1980 року Стефан Загайкевич був учасником всеукраїнських мистецьких виставок. Роботи Загайкевича зазвичай монументальні та станкові, виконані у реалістичній манері з ґротеском, підкреслюючи характерні риси персонажів. Основні роботи:
- Скульптури:
  - 1980 — «Олександр Мурашко»;
  - 1987 — «Михайло Врубель»;
  - 1987 — «У музеї»;
  - 1987 — «Плач»;
  - 1987 — «На виставці»;
  - 1987 — «Буду, як батько»;
  - 1989 — «Богдан».
- Меморіальні дошки:
  - 1989 — Валерію Ходемчуку (на стіні 4-го блоку ЧАЕС);
  - 1996 — Михайлу Грушевському (Відень).
- Пам'ятники:
  - 1989 — «Воїнам-інтернаціоналістам» (Балашов, Саратовська область, Росія);
  - 2008 — Георгію Ґонґадзе та журналістам, які загинули за свободу слова (у співавторстві, Київ);
- Проекти пам'ятників:
  - 1992 — Жертвам сталінських репресій;
  - 1995 — Михайлу Грушевському;
  - 1997 — «Відродження України»;
  - 2003 — Тарасу Бульбі (Дубно, Рівненська область);
  - 2009 — Івану Мазепі (Київ);
  - 2009 — Жертвам голодомору в Україні 1932—1933 років (Вашингтон);
  - 2010 — Патріарху Мстиславу (у співавторстві).
- А також:
- 2008 — в'їзний знак у селище Макарів Київської області[2].

## Нагороди та почесні звання
- Заслужений художник України (2018)[2].

## Родина та особисте життя
Батько українського стендап-коміка Святослава Загайкевича.